# Ribes khorasanicum
Ribes khorasanicum är en ripsväxtart som beskrevs av F. Saghafi och M. Assadi. Ribes khorasanicum ingår i släktet ripsar, och familjen ripsväxter. Inga underarter finns listade i Catalogue of Life.